# Лорето (кантон)
Лорето (исп. Loreto) — один из 4 кантонов эквадорской провинции Орельяна. Площадь составляет 2127 км². Население по данным переписи 2001 года — 13 462 человека, плотность населения — 6,3 чел/км². Административный центр — одноимённый город.

## География
Расположен в западной части провинции. Граничит с провинцией Напо (на западе) и кантоном Франсиско-де-Орельяна (на востоке).